# Andrian Lazarey
Andrian Lazarey es un personaje ficticio, un diplomático ruso en la serie de televisión Alias. Lazarey está interpretado por el actor de cine y televisión Mark Bramhall.

## Biografía
Andrian Lazarey era un diplomático ruso. Descendiente de la familia imperial rusa Romanov y miembro de la Orden Magnífica de Rambaldi, Lazarey era el padre de Julian Sark.
La primera vez que se supo de Lazarey fue en el primer episodio de la tercera temporada. En un video de una cámara de seguridad se ve cómo Lararey es asesinado a manos de Sydney Bristow (posteriormente se supo que fue un montaje entre Sydney y Lazarey).
Con la muerte de Lazarey, su fortuna de 800.000.000,00 de dólares en lingotes de oro pasó a manos de su único heredero, Sark. Sark estaba bajo custodia de la CIA, y una organización terrorista conocida como El Pacto lo rescató a cambio de la toma de aquella fortuna. Lauren Reed, agente del Consejo Nacional de Seguridad y la esposa de Michael Vaughn, fue asignada para investigar la muerte y la identidad del asesino de Lazarey.
Como Sydney siguió buscando pistas sobre los dos años en los que ella estuvo desaparecida, descifró un mensaje cifrado que había sido dejado en un ático en Roma, Italia. El mensaje eran unas coordenadas que la condujeron junto con su padre, Jack Bristow, a una caja enterrada en el desierto de California. La caja contenía una mano cortada con un tatuaje de la marca de la orden magnífica Rambaldi, también llamada Ojo de Rambaldi. Las pruebas determinaron que era la mano de Lazarey y el tiempo desde que la mano fue cortada demostraba que Lazarey estaba todavía vivo.
En una tentativa de recuperar sus memorias, Sydney se sometió a un procedimiento químico y retroceso hipnótico, recibiendo un gran número de visiones. Una imagen que se repite era el nombre " San Aidan " y la imagen de su amigo Will Tippin, quien estaba actualmente en el Programa de Protección de Testigos del FBI. 
Sydney se puso en contacto Tippin y descubrieron que San Aiden era el nombre de uno de los contactos que Tippin tuvo durante el tiempo que estuvo trabajando como analista de la CIA. Tippin se puso en contacto con San Aidan, quien resultó ser Lazarey. Lazarey les dio la información que les condujo a un artefacto Rambaldi, una muestra del ADN de Rambaldi. Lazarey fue capturado por El Pacto durante aquella reunión y torturado por Sark para obtener la información que él, había dado a Tippin y Sydney.
El FBI Asistente Director Kendall finalmente reveló a Sydney la verdad sobre sus dos años perdidos. Sydney había sido capturada por El Pacto y sometida a un proceso de lavado de cerebro y cambio de identidad para ser una asesina profesional, programada para estar al servicio de El Pacto, bajo el nombre de Julia Thorne. Gracias a su preparación y sometimiento al Proyecto Navidad, El Pacto fracasó en su intento. Sydney actuó dentro de El Pacto como una agente doble. El Pacto ordenó a Julia Thorne (Sydney), encontrar la ubicación del cubo de Rambaldi que contenía una muestra de su ADN y a Lazarey, después matarlo. En cambio, Sydney y Lazarey simularon su muerte y buscaron juntos el cubo de Rambaldi.
Sydney y Lazarey localizaron el cubo en Namibia. Recuperaron el cubo de la bóveda en la que fue enterrado pero Lazarey se quedó atrapado, teniendo Sydney que cortar su mano para poder liberarlo
La CIA emprendió una misión de recuperar el ADN de Rambaldi, aunque Sydney decidiera destruirlo. La CIA rescató a Lazarey de la custodia de El Pacto. Mientras Lazarey era trasladado a un hospital le pregunta a Sydney si ella conoce a " el Pasajero. " Antes de que Lazarey pudiera revelar cualquier información adicional sobre el Pasajero, fue asesinado por Lauren Reed, quien resultó ser una agente doble de El Pacto.
- Datos: Q6270804